# ژولیان برنار
ژولیان برنار (فرانسوی: Julien Bernard‎؛ زادهٔ ۱۷ مارس ۱۹۹۲) دوچرخه‌سوار اهل فرانسه است.
از باشگاه‌هایی که در آن رکاب زده‌است می‌توان به تیم ترک-سگافردو، و تیم ترک-سگافردو، اشاره کرد.